# La octava isla canaria

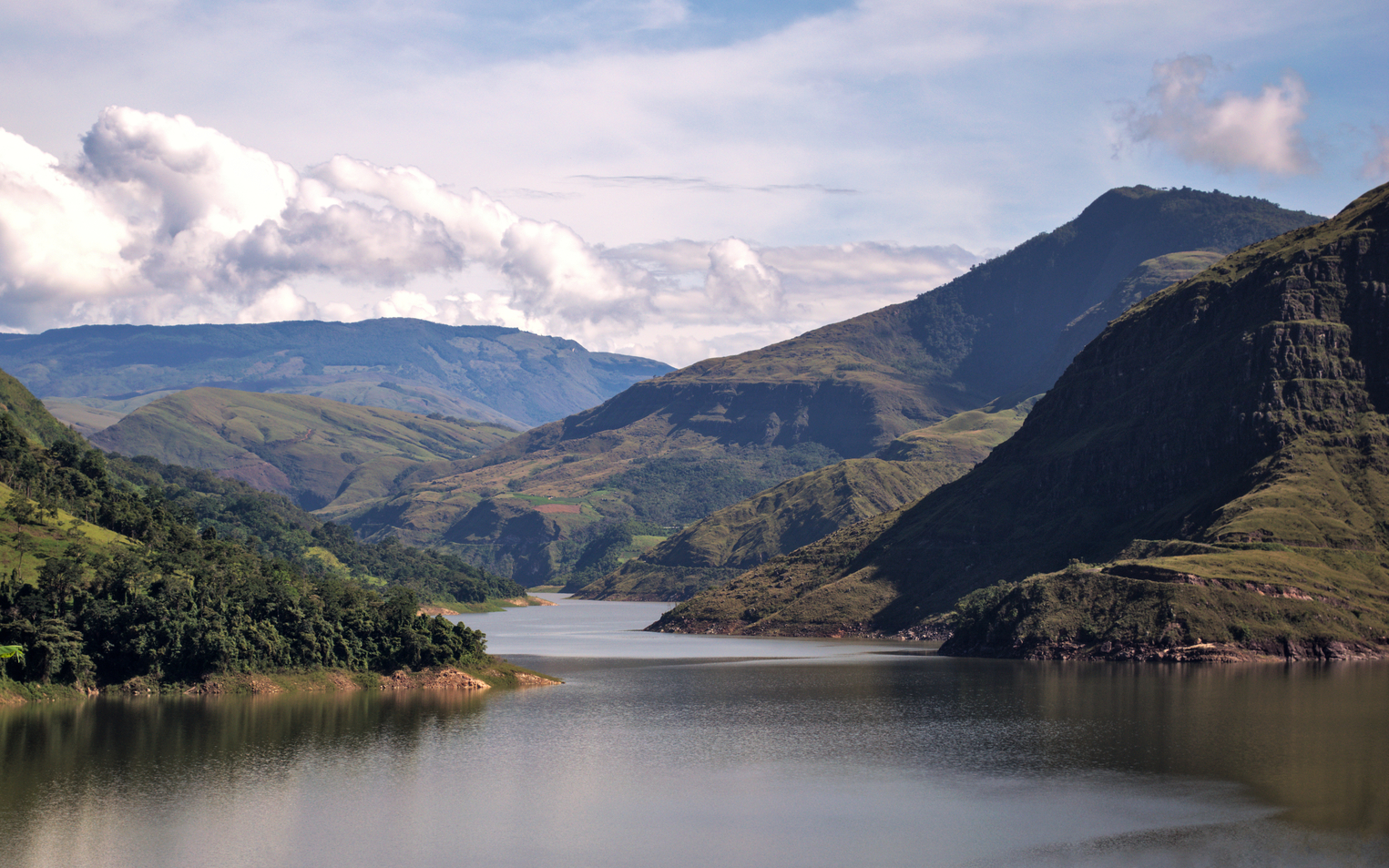
Imagen de Venezuela

«La octava isla canaria» es un apelativo que alude a la República Bolivariana de Venezuela, destacando los estrechos vínculos históricos, culturales y migratorios entre este país y el archipiélago canario. El término, surgido de manera informal en las comunidades emigrantes a mediados del siglo XX y popularizado en la década de 1960, hace referencia a la notable presencia demográfica de los canarios y sus descendientes en Venezuela —según Agustín Rodríguez, presidente de la Asociación Unión Canario Venezolana, en el país residen más de un millón de personas de origen canario, incluyendo segunda y tercera generación— y al arraigo de tradiciones isleñas en la vida social, religiosa y gastronomía nacional. Esta denominación ha sido oficializada por el Consulado General de España en Caracas, organismo dependiente del Ministerio de Asuntos Exteriores, Unión Europea y Cooperación de España (MAEUEC).
A lo largo de más de cuatro siglos, Canarias constituyó el punto de partida de sucesivas corrientes migratorias hacia Venezuela, impulsadas en primer término por la colonización española de los siglos XVI y XVII; en segundo lugar, por la despoblación y crisis económica derivadas de la guerra de independencia (1810–1823), tras la cual el gobierno de José Antonio Páez promovió la llegada de canarios para repoblar el territorio y reactivar la agricultura; y, finalmente, por las dificultades económicas insulares de finales del siglo XIX —entre ellas la quiebra de la industria de la cochinilla y el estancamiento agrícola— junto al reclutamiento militar obligatorio durante la guerra de Cuba, que motivaron la emigración de numerosos campesinos. Durante la guerra civil española y el franquismo, la pobreza y el desempleo en el archipiélago generaron nuevas oleadas migratorias, que dieron lugar a la fundación de asociaciones destinadas a preservar y difundir la cultura canaria en Venezuela.

## Historia de la documentación

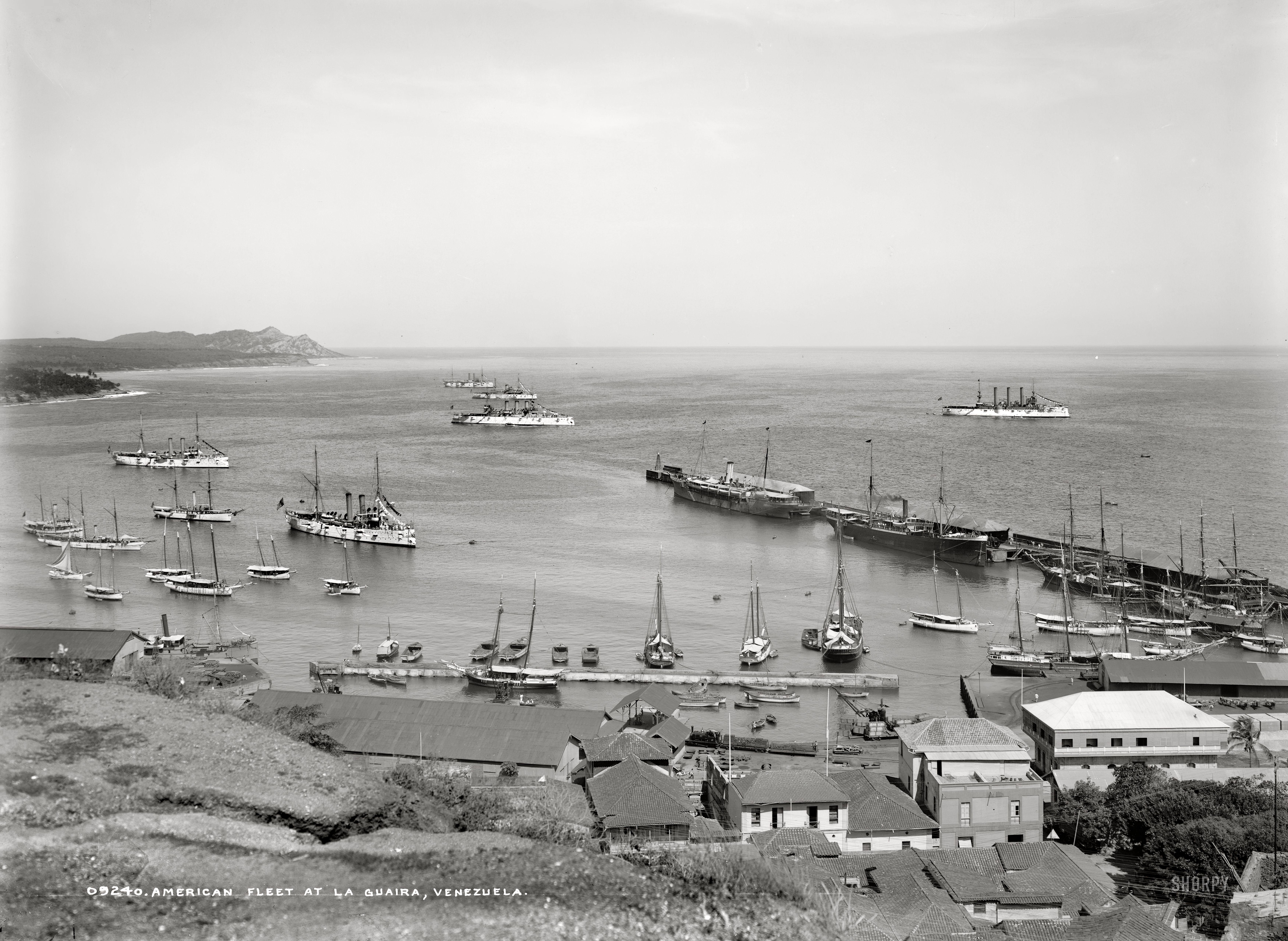
Principal puerto de arribada de los emigrantes canarios a Venezuela. El puerto de La Guaira a principios del siglo.

La primera mención impresa del apelativo «La octava isla canaria» data de 1966, cuando el diario El Día de Santa Cruz de Tenerife dedicó una sección con ese título a la diáspora canaria en Venezuela. Según el jurista José Antonio Martín Pallín, entonces fiscal de la Audiencia Provincial de Santa Cruz de Tenerife, dicha página gozaba de amplia audiencia y se centraba exclusivamente en la vinculación entre ambas regiones. El término circuló inicialmente de forma oral y se difundió a través de medios locales, sin que se identifique a un autor concreto, y con el tiempo adquirió un fuerte valor simbólico entre los emigrantes y sus descendientes.
En 2005, Javier González Antón lo incluyó en el Anuario Americanista Europeo, destacando su arraigo en el discurso migratorio de Canarias. En 2008, Manuel Pérez Rodríguez publicó el monográfico La Octava Isla: Venezuela, en el que analiza de forma sistemática su evolución histórica y cultural. La prensa generalista de España y Venezuela ha retomado el término en diversas ocasiones, como en artículos de El País (2017) y El Estímulo (2022). Desde 2021, el Consulado General de España en Caracas —adscrito al Ministerio de Asuntos Exteriores, Unión Europea y Cooperación— lo emplea oficialmente en sus comunicaciones institucionales.
A lo largo de los años, el apelativo ha funcionado como un símbolo identitario que refleja los profundos lazos entre Canarias y Venezuela, forjados por décadas de migración, vínculos familiares y afinidades culturales. En palabras del propio Martín Pallín:

La octava isla está más cercana de lo que muchos piensan y nos interpela. Los que emigraron y las sucesivas generaciones conforman una parte importante de la nación venezolana. No podemos olvidarlos.
Ángel Víctor Torres

## Controversia con la reclamación del apodo
El 26 de junio de 2018, el Senado de España aprobó por unanimidad una moción que reconoció oficialmente a La Graciosa como la octava isla habitada del archipiélago canario, elevando su estatus desde el de islote dependiente de Lanzarote. Este cambio fue incorporado al Estatuto de Autonomía de Canarias, si bien La Graciosa carece de cabildo insular propio y sigue administrativamente adscrita al municipio de Teguise.
Tras esta modificación, algunos medios y sectores de la sociedad canaria empezaron a aludir a Venezuela como «la novena isla». No obstante, la tradición de referirse a Venezuela como «la octava isla» permanece arraigada en el imaginario colectivo. En febrero de 2023, durante una visita oficial a Caracas, el entonces presidente del Gobierno de Canarias, Ángel Víctor Torres, reafirmó este vínculo al declarar al canal de noticias Globovisión:

Venezuela siempre será la octava isla para los canarios.
Ángel Víctor Torres